# Vacciniina alcedo
Vacciniina alcedo är en fjärilsart som beskrevs av Hugo Theodor Christoph 1877. Vacciniina alcedo ingår i släktet Vacciniina och familjen juvelvingar. Inga underarter finns listade i Catalogue of Life.